# StEG II 1361–1378
| StEG II 1361–1378 / StEG Vc / MÁV XIV 5681–5685 / StEG 400 / Lokalbahn Brandeis an der Elbe–Neratowitz Brandys und Kosteletz / MÁV 476 / kkStB 478 / ČSD 400.1 | StEG II 1361–1378 / StEG Vc / MÁV XIV 5681–5685 / StEG 400 / Lokalbahn Brandeis an der Elbe–Neratowitz Brandys und Kosteletz / MÁV 476 / kkStB 478 / ČSD 400.1 | StEG II 1361–1378 / StEG Vc / MÁV XIV 5681–5685 / StEG 400 / Lokalbahn Brandeis an der Elbe–Neratowitz Brandys und Kosteletz / MÁV 476 / kkStB 478 / ČSD 400.1 |
| --- | --- | --- |
| | | |
| Technische Daten | | |
| Nummerierung: | StEG Vc 1361–1378 MÁV XIV 5681–5685 StEG 40001–40013 MÁV 476,001–005 kkStB 478.01–23 ČSD 400.101–123                                                           | StEG Vc 1361–1378 MÁV XIV 5681–5685 StEG 40001–40013 MÁV 476,001–005 kkStB 478.01–23 ČSD 400.101–123                                                           |
| Hersteller: | StEG | StEG |
| Baujahr(e): | 1885–1886, 1888, 1897, 1899, 1905, 1907, 1912 | 1885–1886, 1888, 1897, 1899, 1905, 1907, 1912 |
| Ausmusterung: | 1962 | 1962 |
| Bauart: | D n2t | D n2t |
| Zylinderdurchmesser: | 400 mm | 400 mm |
| Kolbenhub: | 460 mm | 460 mm |
| Treibraddurchmesser: | 900 mm | 900 mm |
| Fester Radstand: | 985 mm | 985 mm |
| Gesamtradstand: | 3.350 mm | 3.350 mm |
| Anzahl der Heizrohre: | 145 | 145 |
| Rohrheizfläche: | 82,9 m² | 82,9 m² |
| Strahlungsheizfläche: | 7,2 m² | 7,2 m² |
| Rostfläche: | 1,45 m² | 1,45 m² |
| Kesselüberdruck: | 10 atm | 10 atm |
| Leermasse: | 27,1 t | 29,3 t |
| Dienstmasse: | 36,5 t | 39,0 t |
| Reibungsmasse: | 36,5 t | 39,0 t |
| Wasservorrat: | 4,3 m³ | 4,3 m³ |
| Brennstoffvorrat: | 1,7 m³ (Kohle) | 1,7 m³ (Kohle) |
| Höchstgeschwindigkeit: | 35 km/h | 35 km/h |

Die StEG II 1361–1378 bildeten eine Tenderlokomotivreihe der Staats-Eisenbahn-Gesellschaft (StEG), einer privaten Eisenbahngesellschaft Österreich-Ungarns.

## Geschichte
Die StEG beschaffte 18 Exemplare zunächst als Vc 1361–1378, ab 1897 unter der neuen Bezeichnung als Reihe 400 von 1885 bis 1897 bei der eigenen Lokomotivfabrik.
Die Maschinen hatten Innenrahmen und Außensteuerung, waren aber, wenn man die Maße der Zylinder und des Kessels betrachtet, nicht mehr als zeitgemäß anzusehen.
Als 1891 die in Ungarn gelegenen Strecken der StEG verstaatlicht wurden, kamen fünf Stück zur ungarischen Staatsbahn MÁV, die sie zunächst als XIV 5681–5685, schließlich als Reihe 476 einreihte.
1905 bis 1907 wurden weitere sechs Stück für die österreichischen Strecken der StEG nachgeliefert.
Mit der Verstaatlichung des österreichischen Teiles 1909 kamen also 19 Stück als Reihe 478 zur k.k. Staatseisenbahnen Österreichs (kkStB).
Zwei weitere wurden 1899 von der Lokalbahn Brandeis an der Elbe–Neratowitz beschafft.
Sie erhielten die Namen BRANDYS und KOSTELETZ.
Die StEG führte für diese Lokalbahn den Betrieb.
Daher kamen die beiden Fahrzeuge gemeinsam mit den StEG-Maschinen im Zuge der Verstaatlichung der StEG zur kkStB.
Zusätzlich ließ die kkStB 1912 zwei Lokomotiven dieser Bauart für den eigenen Bedarf bauen.
Nach dem Ersten Weltkrieg kamen alle österreichischen Lokomotiven zur ČSD, die sie als Reihe 400.1 einordnete.
Während des Zweiten Weltkrieges reihte die Deutsche Reichsbahn die tschechischen 400.1 in die Reihe 98.78 ein.
Zur ČSD zurückgekehrt wurden sie bis 1962 ausgemustert.
Auch bei den ungarischen Staatsbahnen MAV waren die Lokomotiven eingesetzt. Die einzige erhaltene Lokomotive fuhr von 1913 an bei einer Werkbahn in einer Zuckerfabrik in Grantal. Sie kann heute im Bahnpark Budapest besichtigt werden.